# Montaillou, village occitan de 1294 à 1324
Montaillou, village occitan de 1294 à 1324 est un ouvrage de l'historien Emmanuel Le Roy Ladurie publié en 1975. L'auteur s'appuie sur les registres d'inquisition de Jacques Fournier afin de retracer la vie des habitants de Montaillou (village situé en Haute-Ariège) « infesté » par le catharisme. Le livre s'insère dans un contexte qui voit l'émergence de l'anthropologie historique.
La composition de cet ouvrage fut déclenchée par la découverte d'un livre de Jean Duvernoy intitulé Inquisition à Pamiers, qui était paru en 1966. Emmanuel Le Roy Ladurie consacre deux ans de travail à un « village perdu » des Pyrénées ariégeoises.
Le succès spectaculaire de l'ouvrage est une surprise. Il est vendu en France à 250 000 exemplaires et connaît de nombreuses traductions, y compris en japonais et en chinois, et clôt toute une série de travaux de type monographique depuis les années 1950.
Le livre retrace entre autres les interrogatoires et la vie de Béatrice de Planissolles, châtelaine de Montaillou.